# Microgomphus wijaya
Microgomphus wijaya é uma espécie de libelinha da família Gomphidae.
É endémica de Sri Lanka.
Os seus habitats naturais são: florestas subtropicais ou tropicais húmidas de baixa altitude e rios.
Está ameaçada por perda de habitat.